# Blows Against the Empire
Albums par Paul Kantner
Sunfighter
(1971)
Albums par Jefferson Starship
Dragon Fly
(1974)
Blows Against the Empire est un album de Paul Kantner, chanteur et guitariste de Jefferson Airplane, sorti en 1970. De nombreux musiciens de la scène californienne, membres de Jefferson Airplane, Grateful Dead, David Crosby, Graham Nash et Quicksilver Messenger Service, ont participé à l'enregistrement de l'album, et ils sont réunis sous le nom de « Jefferson Starship », à la fois en référence à Jefferson Airplane et à la trame narrative de l'album. Ce nom sera repris quatre ans plus tard par Kantner et Grace Slick pour un autre groupe, héritier de l'Airplane.
Il s'agit d'un album-concept aux éléments typiques de la contre-culture des années 1960 : acide, amour libre et liberté. Il raconte la façon dont des révolutionnaires opposés à « l'oncle Samuel » s'emparent d'un vaisseau spatial (starship) et quittent la Terre pour aller vivre ailleurs. Kantner a admis s'être inspiré d'un roman de l'écrivain de science-fiction Robert A. Heinlein, Les Enfants de Mathusalem, pour l'histoire de l'album. Blows Against the Empire a été le premier album de rock à être nommé pour le prix Hugo, dans la catégorie « Meilleure présentation dramatique ». Il recueillit la majorité des voix, mais la récompense ne fut pas décernée cette année-là.

## Titres

### Face 1
1. Mau Mau (Amerikon) (Kantner, Slick, Covington) — 6:33
2. The Baby Tree (Sorrels) — 1:42
3. Let's Go Together (Kantner) — 4:11
4. A Child Is Coming (Kantner, Slick, Crosby) — 6:15

### Face 2(Blows Against the Empire)
1. Sunrise (Slick) — 1:54
2. Hijack (Kantner, Slick, Balin, Blackman) — 8:18
3. Home (Kantner, Sawyer, Nash) — 0:37
4. Have You Seen the Stars Tonite? (Kantner, Crosby) — 3:42
5. X-M (Kantner, Sawyer, Garcia, Hart) — 1:22
6. Starship (Kantner, Slick, Balin, Blackman) — 7:07

### Titres bonus
La version CD remasterisée (2005) inclut plusieurs titres bonus :
1. Let's Go Together [paroles alternatives] — 4:22
2. Sunrise [démo acoustique de Grace Slick] — 1:21
3. Hijack [démo acoustique de Paul Kantner] — 7:02
4. SFX [effets de guitare utilisés sur Starship] — 2:04
5. Starship [live] — 13:04

## Musiciens
- Paul Kantner : chant, guitares, banjo, effets sonores
- Harvey Brooks : basse
- Jack Casady : basse
- Joey Covington : batterie, congas
- David Crosby : chant, guitares
- David Freiberg : chant
- Jerry Garcia : banjo, guitares, effets sonores
- Mickey Hart : percussions, effets sonores
- Peter Kaukonen : guitare
- Bill Kreutzmann : batterie
- Graham Nash : chant, congas, effets sonores
- Phil Sawyer : effets sonores
- Grace Slick : chant, piano